# Helena Maria de Chappotin
Bł. Maria od Męki Pańskiej (Hélène Marie Philippine de Chappotin de Neuville) (ur. 21 maja 1839 r. w Nantes we Francji – zm. 15 listopada 1904 r. w Sanremo we Włoszech) – błogosławiona Kościoła katolickiego, założycielka franciszkanek misjonarek Maryi.

## Życiorys
Urodziła się w arystokratycznej rodzinie. Pod koniec 1860 r. wstąpiła do klarysek w Nantes. Zachorowała jednak i musiała opuścić klasztor. W 1864 r. wstąpiła do Zgromadzenia Sióstr Maryi Wynagrodzicielki. Otrzymała tam imię Maria od Męki Pańskiej. W 1865 r., jeszcze jako nowicjuszka, została wysłana do Indii. Po złożeniu pierwszych ślubów została przełożoną domu w Tuticorin, a w lipcu 1867 r. przełożoną prowincjalną. W 1875 r. udała się do Ootacamund, by założyć tam nową fundację. Położenie sióstr było trudne, gdyż zgromadzenie miało charakter kontemplacyjny, co nie odpowiadało warunkom pracy misyjnej. 20 sióstr opuściło dom w Madurze i przyłączyło się do Marii od Męki Pańskiej. Pod patronatem biskupa Bardou powstało nowe zgromadzenie misjonarek Maryi. 21 listopada 1876 r. Maria od Męki Pańskiej razem z trzema siostrami wyjechała z Indii do Rzymu, by prosić papieża Piusa IX o zatwierdzenie nowego zgromadzenia. Stało się to 6 stycznia 1877 r. Do nazwy nowego zgromadzenia dodano słowo franciszkanki, gdyż zgromadzenie postanowiło żyć w oparciu o regułę III Zakonu św. Franciszka z Asyżu.

## Śmierć
Maria od Męki Pańskiej pełniła funkcję Generałnej Przełożonej Instytutu aż do swojej śmierci. Zmęczona, zmarła po krótkiej chorobie w miejscowości Sanremo w 1904 roku, w wieku 65 lat. W tamtym czasie było 2000 Franciszkanek Misjonarek Maryi służących w 86 wspólnotach na czterech kontynentach. Została pochowana w kaplicy Matki Głównej Domu Generalnego w Rzymie.

## Dzień wspomnienia
15 listopada

## Proces beatyfikacyjny
Została beatyfikowana przez Jana Pawła II 20 października 2002 r. w Rzymie.